# George Soros
George Soros,  Hon FBA (tên khai sinh Schwartz György; sinh ngày 12 tháng 8 năm 1930) là một nhà đầu tư và nhà từ thiện tỷ phú người Mỹ gốc Hungary . Tính đến  tháng 2 năm 2018, ông có tài sản ròng 8 tỷ đô la, và đã quyên góp hơn 32 tỷ đô la cho tổ chức từ thiện của mình, Quỹ Xã hội mở.
Sinh ra tại Budapest, Soros đã sống sót sau khi Đức Quốc xã chiếm Hungary và di cư sang Vương quốc Anh vào năm 1947. Ông theo học trường Kinh tế Luân Đôn, tốt nghiệp cử nhân và cuối cùng là thạc sĩ triết học. Soros bắt đầu sự nghiệp kinh doanh của mình bằng cách đảm nhận nhiều công việc khác nhau tại các ngân hàng thương mại ở Vương quốc Anh và sau đó là Hoa Kỳ, trước khi thành lập quỹ phòng hộ đầu tiên của mình, Double Eagle, vào năm 1969. Lợi nhuận từ quỹ đầu tiên của ông đã cung cấp tiền hạt giống để thành lập Soros Fund Management, quỹ đầu cơ thứ hai của ông vào năm 1970. Double Eagle được đổi tên thành Quantum Group of Funds và là công ty chính mà Soros tư vấn. Khi mới thành lập, Quỹ Quantum có 12 triệu đô la tài sản được quản lý. Tính đến  năm 2011 công ty có 25 tỷ đô la Mỹ, chiếm phần lớn tổng giá trị ròng của Soros.
Soros được biết đến như "Người đàn ông đã làm phá sản Ngân hàng Anh " vì lệnh bán khống 10 tỷ USD tính bằng pound sterling, khiến ông có lợi nhuận là 1 tỷ USD trong cuộc khủng hoảng tiền tệ thứ tư đen năm 1992 của Anh. Dựa trên những nghiên cứu ban đầu về triết học, Soros đã xây dựng một ứng dụng của Lý thuyết phản xạ chung của Karl Popper cho thị trường vốn, mà ông tuyên bố là nó có khả năng tái hiện một bức tranh rõ ràng về bong bóng tài sản và giá trị cơ bản/thị trường của chứng khoán, cũng như sự khác biệt về giá trị được sử dụng cho bán khống và hoán đổi cổ phiếu.
Soros là một người ủng hộ nổi tiếng về các lý tưởng chính trị tiến bộ và tự do, là mục đích mà ông phân phối các khoản đóng góp thông qua nền tảng của mình, Tổ chức Xã hội Mở. Từ năm 1979 đến 2011, ông đã quyên góp hơn 11 tỷ đô la Mỹ cho các hoạt động từ thiện khác nhau; Vào năm 2017, các khoản đóng góp của ông "về các sáng kiến dân sự để giảm nghèo và tăng tính minh bạch, và về học bổng và các trường đại học trên khắp thế giới" có tổng cộng là 12 tỷ đô la Mỹ. Ông đã ảnh hưởng đến sự sụp đổ của chủ nghĩa cộng sản ở Đông Âu vào cuối những năm 1980 và đầu những năm 1990, và trao tặng một trong những tài sản giáo dục đại học lớn nhất châu Âu cho Đại học Trung Âu ở quê nhà Hungary của ông. Việc tài trợ rộng rãi của ông cho các nguyên nhân chính trị đã khiến ông trở thành một "con quái vật của những người theo chủ nghĩa dân tộc châu Âu". Nhiều người bảo thủ Mỹ đã thúc đẩy các tuyên bố sai lầm đặc trưng cho Soros là một "bậc thầy bù nhìn" nguy hiểm kỳ dị đằng sau một loạt các âm mưu toàn cầu bị cáo buộc, với tờ New York Times đưa tin rằng vào năm 2018, những tuyên bố này đã "chuyển từ bên lề sang dòng chính" của chính trị Cộng hòa.  Các thuyết âm mưu nhắm vào Soros, vốn là người gốc Do Thái, thường được mô tả là bài Do Thái.

## Tiểu sử

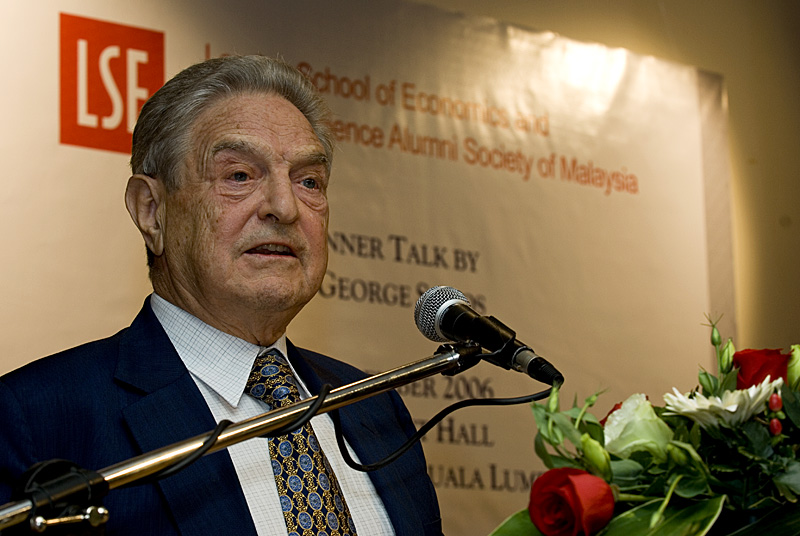
Soros nói chuyện ở Malaysia

Soros được sinh ra tại Budapest ở Vương quốc Hungary trong một gia đình Do Thái không thịnh vượng, giống như nhiều người Do Thái Hungary thuộc tầng lớp trung lưu thời đó, sống không thoải mái với cội nguồn của họ. Soros đã gượng gạo mô tả nhà của mình là một gia đình chống Do Thái của người Do Thái. Mẹ ông là Erzsébet (còn được gọi là Elizabeth) xuất thân từ một gia đình sở hữu một cửa hàng tơ lụa thịnh vượng. Cha của ông là Tivadar (còn được gọi là Teodoro Ŝvar) là một luật sư  và là một người nói tiếng Esperanto nổi tiếng, người đã biên tập tạp chí văn học Esperanto Literatura Mondo và dạy con trai mình nói ngôn ngữ này. Tivadar cũng từng là tù nhân chiến tranh trong và sau Thế chiến I cho đến khi ông trốn thoát khỏi Nga và gặp lại gia đình ở Budapest. Hai người kết hôn năm 1924. Năm 1936, gia đình của Soros đã đổi tên của họ từ Schwartz người Đức gốc Do Thái thành Soros, như là sự ngụy trang ở Hungary khi xã hội tại đây ngày càng chống đối người Do Thái. Tivadar thích tên mới này vì nó là một palindrome và vì ý nghĩa của nó. Trong tiếng Hungary, soros có nghĩa là "người tiếp theo" hoặc "người kế vị được chỉ định"; trong Esperanto nó có nghĩa là "sẽ tăng vọt." 
Soros được 13 tuổi vào tháng 3 năm 1944 khi Đức Quốc xã chiếm Hungary. Đức quốc xã cấm trẻ em Do Thái đi học, và Soros và các học sinh khác được yêu cầu phải báo cáo với Judenrat ("Hội đồng Do Thái"), được thành lập trong thời gian chiếm đóng. Soros sau đó đã mô tả việc này với nhà văn Michael Lewis: "Hội đồng Do Thái yêu cầu những đứa trẻ đưa ra các thông báo trục xuất. Tôi được bảo đi đến Hội đồng Do Thái. Và ở đó tôi được phát những mẩu giấy nhỏ này... Tôi đưa mảnh giấy này cho cha tôi. Ông ấy nhận ra nó ngay lập tức. Đây là một danh sách các luật sư Do Thái Hungary. Ông nói, 'Con đi giao những mẩu giấy và nói với mọi người rằng nếu họ báo cáo họ sẽ bị trục xuất'. " 
Soros đã không trở lại với công việc đó; gia đình ông sống sót sau chiến tranh bằng cách mua tài liệu chứng minh rằng họ là những Kitô hữu. Cuối năm đó ở tuổi 14, Soros đóng giả là con đỡ đầu Kitô giáo của một quan chức của Bộ Nông nghiệp của chính phủ Hungary cộng tác, người mà lại có một người vợ Do Thái đang phải ẩn nấp. Vào một dịp nọ, thay vì để đứa trẻ 14 tuổi ở một mình, viên chức này đã mang theo Soros trong khi hoàn thành việc kiểm kê tài sản bị tịch thu của một gia đình Do Thái. Tivadar đã cứu không chỉ gia đình trực tiếp của mình mà còn nhiều người Do Thái Hungary khác, và Soros sau đó đã viết rằng năm 1944 là "năm hạnh phúc nhất trong cuộc đời ông", vì nó đã cho ông cơ hội chứng kiến hành động anh hùng của cha mình. Năm 1945, Soros sống sót sau Cuộc bao vây Budapest, tại đó các lực lượng Liên Xô và Đức đã chiến đấu với nhau từ nhà này sang nhà khác trong thành phố.
Năm 1947, Soros di cư sang Anh và trở thành sinh viên của Trường Kinh tế Luân Đôn. Khi còn là học trò của triết gia Karl Popper, Soros làm công việc bốc vác đường sắt và làm bồi bàn, và từng nhận được 40 bảng từ một tổ chức từ thiện Quaker. Soros đôi khi sẽ đứng ở Speakers' Corner thuyết trình về những ưu việt của chủ nghĩa quốc tế trong Esperanto, điều mà ông đã học được từ cha mình.
Soros lấy bằng Cử nhân Khoa học về triết học năm 1951 và bằng Thạc sĩ Khoa học về triết học năm 1954, cả hai đều thuộc Trường Kinh tế Luân Đôn.

## Sự nghiệp đầu tư

### Kinh nghiệm kinh doanh ban đầu
Trong một cuộc thảo luận tại Hội đồng các vấn đề thế giới Los Angeles năm 2006, Alvin Shuster, cựu biên tập viên nước ngoài của Thời báo Los Angeles, đã hỏi Soros, "Làm thế nào một người từ một người nhập cư trở thành một nhà tài chính?... Khi nào ông nhận ra rằng ông biết cách kiếm tiền?" Soros trả lời: "Chà, tôi đã làm nhiều công việc khác nhau và cuối cùng tôi đã bán những món đồ lạ mắt bên bờ biển, cửa hàng lưu niệm và tôi nghĩ, đó thực sự không phải là điều tôi sẽ làm trong đời. Vì vậy, tôi đã viết thư cho mọi giám đốc quản lý ở mọi ngân hàng merchant ở London, chỉ nhận được một hoặc hai thư trả lời, và cuối cùng đó là cách tôi có một công việc trong một ngân hàng thương mại. " 

### Singer and Friedlander
Năm 1954, Soros bắt đầu sự nghiệp tài chính tại ngân hàng merchant Singer & Friedlander của London. Ông làm việc như một nhân viên bán hàng và sau đó chuyển đến bộ phận kiếm lời chênh lệch giá. Một nhân viên đồng nghiệp, Robert Mayer, đề nghị ông nộp đơn tại nhà môi giới của cha mình, FM Mayer của New York.

### F. M. Mayer
Năm 1956, Soros chuyển đến thành phố New York, nơi ông làm nghề tài chính ăn chênh lệch giá cho FM Mayer (1956-59). Ông chuyên về chứng khoán châu Âu, vốn đang trở nên phổ biến với các nhà đầu tư tổ chức Hoa Kỳ sau khi thành lập Cộng đồng Than và Thép, sau này trở thành Thị trường chung châu Âu.

### Wertheim and Co
Năm 1959, sau ba năm làm việc tại F. M. Mayer, Soros chuyển đến Wertheim & Co. Ông dự định ở lại năm năm, đủ thời gian để tiết kiệm 500.000 đô la, sau đó anh dự định trở về Anh để học triết học. Ông làm việc như một nhà phân tích chứng khoán châu Âu cho đến năm 1963.
Trong giai đoạn này, Soros đã phát triển lý thuyết về tính phản xạ dựa trên ý tưởng của gia sư của mình tại Trường Kinh tế Luân Đôn, Karl Popper. Tính phản xạ đặt ra rằng các giá trị thị trường thường được thúc đẩy bởi các ý tưởng rõ ràng của người tham gia, không chỉ bởi các nguyên tắc kinh tế cơ bản của tình huống. Ý tưởng và sự kiện ảnh hưởng lẫn nhau trong các vòng phản hồi phản xạ. Soros lập luận rằng quá trình này dẫn đến các thị trường có chu kỳ bùng nổ "đạo đức" hoặc "luẩn quẩn", trái ngược với dự đoán cân bằng của kinh tế tân cổ điển tiêu chuẩn hơn.
Năm 1973, sau một thời gian hoạt động trong lĩnh vực buôn bán chứng khoán , ông thành lập công ty quản lý tài chính Soros với số vốn 17 triệu USD. Năm 1979 sau đó, ông đã tăng ngân sách của mình lên 100 triệu USD. Năm 1992, ông thu được một món lợi lớn từ sự sụt giá của đồng bảng Anh, và đã thu lợi tới 1 tỷ USD chỉ trong vòng một tuần. Trong khủng hoảng tài chính châu Á năm 1997, Soros thu lợi hàng tỷ đô la.
Soros là chủ của Soros Quantum Fund. Năm 1998, giá trị của quỹ này tăng lên tới 6 tỷ USD. Tháng 7 năm 2000, Quantum Fund sáp nhập với Quantum Emerging Growth Fund thành Quantum Endowment Fund dưới sự điều hành của Soros.
Năm 2004, George Soros đứng thứ 24 trong danh sách những người giàu nhất thế giới, với giá trị tài sản 7,2 tỷ USD. Năm 2015, ông vẫn là người giàu thứ 24 thế giới với 35,8 tỉ USD.

## Những đóng góp về nhân đạo và chính trị

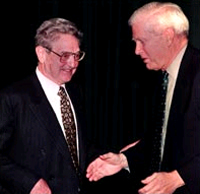
George Soros (trái) và James H. Billington (2001)

Từ những năm 1970, Soros đã xuất hiện như một nhà từ thiện. Là người sáng lập, hỗ trợ, và chủ tịch của Quỹ Xã hội Mở và Quỹ Soros, Soros đã giúp học sinh Nam Phi da đen theo học tại Đại học Cape Town và hỗ trợ tài chính cho Đại học Trung Âu. Bằng cách quảng bá ý tưởng "Xã hội mở", Soros đề cập đến một khái niệm của Karl Popper. Tổng số tiền quyên góp của ông năm 2007 được ước tính bởi báo Time lên tới 6 tỷ đô la Mỹ.
Soros đã không cố gắng để gây ảnh hưởng đến chính sách của Mỹ trong nhiều năm. Tuy nhiên, dưới thời Tổng thống George W. Bush, ông đã tuyên bố sẽ hỗ trợ ngăn chặn Bush được tái đắc cử. Để đạt được mục đích này, ông đã đóng góp tổng cộng 23,5 triệu đô la cho các phong trào và nhóm cánh tả như MoveOn.org. Trong giai đoạn sôi nổi của chiến dịch bầu cử tổng thống năm 2004, ông đã có những bài phát biểu công khai chống lại Bush; Trong đó, ông nói rằng trong khi cuộc chiến ở Afghanistan là chính đáng, cuộc chiến Iraq đã là một sai lầm thảm khốc. Năm 2008, ông tóm tắt trong một cuộc phỏng vấn rằng "cuộc chiến chống khủng bố" là một thuật ngữ gây hiểu lầm và điều này đã gây ra sự suy giảm chưa từng có về ảnh hưởng chính trị và sức mạnh quân sự của Mỹ.